# 马中锡
马中锡（1446年—1512年），字天禄，号东田，直隸故城縣（今属河北省）人。明朝文学家、政治人物。成化甲午順天解元，聯捷乙未進士。正德時官大同巡撫，晉左都御史，因鎮壓刘六、刘七起事不力，下獄身死。

## 生平
成化十年（1474年）甲午科順天鄉試第一名舉人，成化十一年（1475年）乙未科进士，任刑科给事中。憲宗寵妃萬貴妃弟萬通為人驕橫，馬中錫兩度上疏斥責，兩受廷杖。歷陝西督學副使。
弘治五年（1492年），召為大理寺右少卿。擢都察院右副都御史，巡撫宣府。
武宗即位，起撫遼東。正德元年（1506年），陞兵部右侍郎，轉左侍郎。因得罪劉瑾，改南京工部侍郎，次年勒令致仕。同年冬，逮系詔獄，械送遼東，逾年事竣，斥為民。劉瑾伏誅後，起為大同巡撫。。刘六、刘七起事爆發，初以小勝加左都御史，後以诱降手段试图瓦解叛军失败，为朝廷论罪，下狱死。正德十一年（1516年），經巡按御史盧雍為其鸣冤，追复官职，赐祭，给予荫官。

## 著作
能诗文，有《东田集》。小说《中山狼传》一说为他所作。